# 廣陽雜記
广阳杂记，明末清初劉獻廷随手札录之作，是一部内容广泛的笔记，共五卷。
刘献廷“自象纬、传历以及边塞关要、财赋、军器之属，旁而歧黄者流以及释道之言，无不留心，深恶雕虫之技”，尤长于“声音之道”，万斯同推荐他参与明史馆事，参与增订《明史·历志》稿，又参与编修《大清一统志》。刘献廷去世后，弟子黄宗夏（黄日瑚）辑录其遗著，作者别号广阳子，故名为《广阳杂记》。
《广阳杂记》旧题“门人黄日瑚辑”者，皆删本。德清戴子高藏有足本，五卷，较删本多十之四。书中也有黄宗夏按语。卷首附全祖望撰《刘继庄传》及王源撰《刘处士墓表》，清末刊本书尾有潘祖荫跋。全书不分类编次，随手札录，约十五万四千字，内容广博。所记明清宫廷掌故、历代典制、兵饷军制、边塞战事、赋税货币、山川要略、人物小传、诗文评介、音韵训诂、象纬律历、书画医药、自然变故、民俗民性、版本源流、地理名物、各地轶事异闻等。
在地理方面，批评了方志类著作以罗列事实为主，缺乏原因和规律探讨的地理现象记述方式，指出方舆之书不能只对疆域、建置沿革、古迹、城邑等“人事”和物候、水文等自然现象有所论述记录，而且强调地理学要阐述“天地之故”，即地理环境各种因素的相互关系，提出了改造方舆之说的系统主张。对一地经纬度位置、物候、变化、地形、气候、水利、物产、方言等重要地理要素及其在方舆之学中的意义和作用进行了系统论述。其论水利，说西北是二帝三王旧部，非无水之地，实乃有水而未被利用，反而成害。力主兴修西北水利，认为是经理天下的要务。细考南北气候差异，民性风俗尚好，诸方山水向背分合，名胜古迹所在，都按籍列举。
书中也有一些有关文学的资料。如卷一记文人祁班孙轶事，卷三记陈五簋诗，卷四记崔免床诗。
书中以收录人物传记丰富。其记载明代佚事及清初官制，如《明初军制》《康熙二十四年征罗刹》《台湾风俗》《长沙至江西路程》《王辅臣》《紫庭论诗》《韵谱》《康熙十八岁七月二十八日已时地震》等条描写生动、明晰详实，考据论述较为精详。于明清史事研究有一定参考价值，是研究清初历史的重要资料。如有关南明永历朝轶闻遗事、清代世爵制度、八旗编制、八旗兵饷、每旗官员人数、康熙平定三藩之乱、收复台湾、林兴珠率福建藤牌兵参加雅克萨之战、康熙间全国的赋税征收及财政支出情况记载尤详。
刘献廷悉心治经世之学，也是研究刘献廷及清初经世致用思潮的重要史料。书中说“余观世之小人，未有不好唱歌、看戏者，此性天中之《诗》与《乐》也，未有不看小说、听说书者，此性天中之《书》与《春秋》也，未有不信占卜、祀鬼神者，此性天中之《易》与《礼》也”，“夫今之儒者之心，为刍狗所塞也久矣”，以通俗文艺比儒家六经，抨击陋儒误人。
此书开始仅有抄本传世，晚清才有刊本。光绪五年（1879年）王灏辑刊《畿辅丛书》、光绪年间潘祖荫辑刊《功顺堂丛书》都有收录。民国年间有《清代笔记丛刊》本，《笔记小说大观》本，《国粹丛书》本，《丛书集成初编》本，上海进步书局石印本、商务印书馆铅印本。1957年中华书局出版汪北平、夏志和标点本，1985年重印。